# The Black Album (The Damned)
| Recensione | Giudizio |
| ---------- | -------- |
| AllMusic   | [ 1 ]    |

The Black Album è il quarto album in studio del gruppo punk rock britannico The Damned pubblicato nell'ottobre 1980 dalla Chiswick Records.

## Storia
Fu il primo con il bassista Paul Gray in formazione.
Pubblicato come album doppio il 3 novembre 1980, venne comunque venduto al prezzo di un album singolo.
Nel secondo disco vi è una sola lunga traccia intitolata Curtain Call sulla terza facciata e una selezione di tracce live registrate nel 1979 agli Shepperton Studios davanti a un pubblico di membri del fan club del gruppo sulla quarta facciata.
La canzone 13th Floor Vendetta è un omaggio al film L'abominevole dr. Phibes (1971), e si apre con le parole: «...the organ plays to midnight on maldine Square tonight» ("Stasera l'organo suona a mezzanotte su Maldine Square").
Nel tour per promuovere l'album si tennero concerti da 3500 posti in posti come il Manchester e il Glasgow Apollo o l'Hammersmith Odeon a Londra. Dopo l'abbandono del manager il gruppo decise di rompere i rapporti con l'etichetta Chiswick rea di aver pubblicato brani senza il consenso del gruppo ma per obblighi contrattuali il gruppo non può registrare con nessun'altra etichetta.
Il catalogo dei Damned di proprietà della Chiswick venne acquistato dalla Big Beat nel 1981 e The Black Album venne ristampato con una copertina divera, completamente nera, nell'agosto 1982 come album singolo omettendo il secondo disco con il brano Curtain Call e le tracce dal vivo. Le tracce live furono ristampate a parte nell'album Live Shepperton 1980 con quattro tracce aggiuntive.
La prima riedizione in formato CD reintegrò Curtain Call e l'artwork originale, mentre la ristampa su doppio CD del 2005 reintegrò anche le tracce live.

## Copertina
A differenza della copertina originale che raffigurava la porzione di una lapide in pietra con la scritta in rilievo "The Damned" ricoperta di d'edera, la prima ristampa del 1982 è completamente nera con nessun titolo al di fuori del nome del gruppo. Sul retro ci sono i volti dei quattro membri nell'oscurità. Sul secondo vinile trovano posto da un lato l'intera "Curtain Call" e dall'altro una serie di registrazioni live effettuate agli Shepperton Studios per i fan. David Vanian raccontò in proposito: «È stato detto che siccome i Beatles avevano avuto il loro "album bianco", noi avevamo fatto il nostro "album nero". Ma la copertina non era collegata ai Beatles in nessuna maniera». Tuttavia, Scabies affermò: «Certo che aveva a che fare con i Beatles, ero talmente stufo dei discorsi su come avrebbe dovuto essere la copertina, così dissi "mettete il disco in una custodia tutta nera e avremo una citazione del White Album dei Beatles».

## Tracce

### Lato A
1. Wait for the Blackout – 3:57
2. Lively Arts – 2:59
3. Silly Kids Games – 2:35
4. Drinking About My Baby – 3:04
5. Twisted Nerve – 4:39
6. Hit or Miss – 2:37

### Lato B
1. Dr. Jekyll and Mr. Hyde – 4:35
2. Sick of This and That – 1:50
3. The History of the World - Part 1 – 3:45
4. 13th Floor Vendetta – 5:05
5. Therapy – 6:12

### Lato C
1. Curtain Call – 17:13

### Lato D
1. Love Song (live) – 2:10
2. Second Time Around (live) – 1:46
3. Smash It Up (Parts 1 & 2) (live) – 4:24
4. New Rose (live) – 1:49
5. I Just Can't Be Happy Today (live) – 3:55
6. Plan 9 Channel 7 (live) – 5:12

## Formazione
- Dave Vanian - voce
- Captain Sensible - chitarra e voce
- Paul Gray - basso
- Rat Scabies - batteria